# Iveco Bus E-WAY
De Iveco Bus E-WAY is een stadsbustype, geproduceerd door de Franse busfabrikant Iveco Bus. De bus is in oktober 2019 geïntroduceerd op Busworld in Brussel en is ontwikkeld door Heuliez Bus. De E-WAY deelt enkele kenmerken met de Heuliez GX 137, Heuliez GX 337 en de Heuliez GX 437. De bus is beschikbaar in twee aandrijvingen (versies), waterstof en elektrisch en in vier lengtes, 9,5 meter, 10,7 meter, 12 meter en 18 meter. De waterstofversie is alleen beschikbaar als 12 meterversie.

## Technische specificaties
|         | E-WAY 9,5 m | E-WAY 10.7 m | E-WAY 12 m | E-WAY 18 m | E-WAY H2  |
| ------- | ----------- | ------------ | ---------- | ---------- | --------- |
| Lengte  | 9 500 mm    | 10 700 mm    | 12 000 mm  | 18 000 mm  | 12 000 mm |
| Breedte | 2 330 mm    | 2 330 mm     | 2 550 mm   | 2 550 mm   | 2 550 mm  |
| Hoogte  | 3 350 mm    | 3 350 mm     | 3 350 mm   | 3 350 mm   | 3 300 mm  |

## Inzet
In januari 2023 bestelde de Belgische vervoersmaatschappij De Lijn 500 bussen. De eerste bussen kwamen in 2024 in dienst. In Nederland rijdt Qbuzz sinds 2021 rond met een aantal 12 meter- en 10,7 meterbussen op de stadsdiensten van Alphen aan den Rijn, Gouda, Leiden en Utrecht. Anno 2025 zijn er meer dan 500 E-WAY-bussen in dienst. Op 12 juni 2025 werd bekend dat De Lijn 100 bussen van het type E-WAY 18m heeft besteld voor levering vanaf 2026.
| Bedrijf                  | Aantal | Type       | Series                                  | Inzet                                      | Opmerking                  | Afbeelding |
| België                   | België | België     | België                                  | België                                     | België                     | België     |
| ------------------------ | ------ | ---------- | --------------------------------------- | ------------------------------------------ | -------------------------- | ---------- |
| De Lijn                  | 65     | E-WAY 18   | 2949 - 3013                             | Vlaanderen                                 |                            |            |
| De Lijn                  | 44     | E-WAY 18   | 3020 - 3063                             | Vlaanderen                                 |                            |            |
| De Lijn                  | 100    | E-WAY 18   | n.n.b.                                  | Vlaanderen                                 |                            |            |
| Léonard Travel           | 1      | ??         | 500348                                  | Provincie Luik                             | Contractbus voor OTW (TEC) |            |
| Cie des Autobus Liégeois | 1      | E-WAY H2   | 500448                                  | Provincie Luik                             | Contractbus voor OTW (TEC) |            |
| Duitsland                |        |            |                                         |                                            |                            |            |
| BusGruppe                | 50     | E-WAY 18   |                                         | Verschillende stadsdiensten                |                            |            |
| Kraftverkehr Stade GmbH  | 4      | E-WAY 12   | 102480 - 102483                         | Stadsdienst Stade                          |                            |            |
| Frankrijk                |        |            |                                         |                                            |                            |            |
| Keolis Pays d'Aix        | 46     | E-WAY 12   | ??                                      | Stadsdienst regio Aix-en-Provence          |                            |            |
| Italië                   |        |            |                                         |                                            |                            |            |
| AMT                      | 8      | E-WAY 9,5  | 2324 - 2331                             | Genua                                      |                            |            |
| AMTAB                    | 23     | E-WAY 9,5  | E3301 - E3323                           | Bari                                       |                            |            |
| SATI                     | 6      | E-WAY 9,5  | 842 - 847                               | Campobasso                                 |                            |            |
| TPER                     | 10     | E-WAY 9,5  | 2944 - 2953                             | Bologna                                    |                            |            |
| Luxemburg                |        |            |                                         |                                            |                            |            |
| Emile Weber              | 1      | E-WAY 10,7 | EW 5107                                 | Stadsdienst Remich                         |                            |            |
| Voyages Vandivinit       | 5      | E-WAY 10,7 | VV 2107 VV 2197 VV 2198 VV 2199 VV 2202 | Stadsdienst Remich                         |                            |            |
| Nederland                |        |            |                                         |                                            |                            |            |
| Qbuzz                    | 3      | E-WAY 10,7 | 4307 - 4309                             | Stadsdienst Utrecht                        |                            |            |
| Qbuzz                    | 15     | E-WAY 10,7 | 8001 - 8015                             | Stadsdiensten Alphen aan den Rijn en Gouda |                            |            |
| Qbuzz                    | 23     | E-WAY 12   | 8051 - 8073                             | Stadsdienst Leiden                         |                            |            |
| Oostenrijk               |        |            |                                         |                                            |                            |            |
| Steiermarkbahn und Bus   | 2      | E-WAY 12   | 163, 164                                | Stadsdienst Graz                           |                            |            |
| Zwitserland              |        |            |                                         |                                            |                            |            |
| PostAuto                 | 5      | E-WAY 9,5  | 11898 - 11902                           |                                            |                            |            |